# Mebis
Die online verfügbaren Angebote von Mebis (Abkürzung für Medien, Bildung, Service; Eigenschreibweise mebis) sind Teil der Plattform BayernCloud Schule (ByCS) des bayerischen Kultusministeriums. Mebis wird vom Staatsinstitut für Schulqualität und Bildungsforschung (ISB) verantwortet und weiterentwickelt.

## Teilangebote

### Magazin
Das mebis Magazin (früher mebis Infoportal) ist das medienpädagogische Fachportal für bayerische Lehrkräfte. Es enthält Beiträge zu mediendidaktischen und medienerzieherischen Themen sowie Informationen zu den Rahmenbedingungen der Medienbildung in Bayern.

### Mediathek
In der zugangsgeschützten mebis Mediathek sind ca. 60.000 digitale Bildungsmedien zu finden. Dazu gehören Video- und Audioinhalte öffentlich-rechtlicher Rundfunkanstalten sowie kommunaler Medienzentren.

### Tube
Über mebis Tube können Lehrkräfte selbst erstellte Erklärvideos mit anderen bayerischen Lehrkräften teilen. Aktuell sind dort über 2100 Erklärvideos zu finden. Die Bereitstellung erfolgt über die Bildungsplattform MUNDO.Schule und die mebis Mediathek.

### Prüfungsarchiv
Das mebis Prüfungsarchiv stellt zentrale bayerische Abschlussprüfungen und Vergleichsarbeiten aller Schularten zu Übungszwecken zur Verfügung.

### Lernplattform
Die mebis Lernplattform ist ein datenschutzkonformes Lernmanagementsystem auf der Basis von moodle. In der  Lernplattform können Lehrkräfte ihren Schülerinnen und Schülern Aufgaben und Materialien in Kursräumen bereitstellen. Zur Erstellung der Aufgaben steht den Lehrkräften unter anderem die Möglichkeit zur Verfügung, interaktive Inhalte mit H5P zu erstellen.

### teachSHARE
Über die Kurs-Tauschbörse teachSHARE haben bayerische Lehrkräfte die Möglichkeit, eigene Kursräume auch anderen Lehrkräften als Vorlage zur Verfügung zu stellen.

### Tafel
Die mebis Tafel ist eine browserbasierte Software auf der Basis von GeoGebra zum Erstellen von Notizen und Tafelbildern. Lehrkräfte können Tafelbilder speichern und mit Lernenden teilen. Um die Tafelbilder interaktiv nutzbar zu machen, können Inhalte aus anderen Mebis-Teilangeboten oder von anderen Webseiten eingebunden werden.

### Kurzlinks
Der URL-Shortener mebis Kurzlinks erlaubt bayerischen Lehrkräften das Erstellen und Verwalten eigener Kurzlinks. Dabei können auch QR-Codes erzeugt werden.

### Digitale Lernaufgaben
Die Aufgabensammlung bietet Beispiele zum Einsatz digitaler Werkzeuge und Materialien im Unterricht. Die Aufgabenbeispiele beruhen auf dem „Orientierungsrahmen Digitale Lernaufgaben“ des ISB.

## Historie

### Vorläufer und Anfänge
Mebis startete 2012 zunächst mit einer redaktionell betreuten Webseite mit Informationen zum Thema Medienbildung in der Schule, einer Moodle-basierten Lernplattform und einer Mediathek.

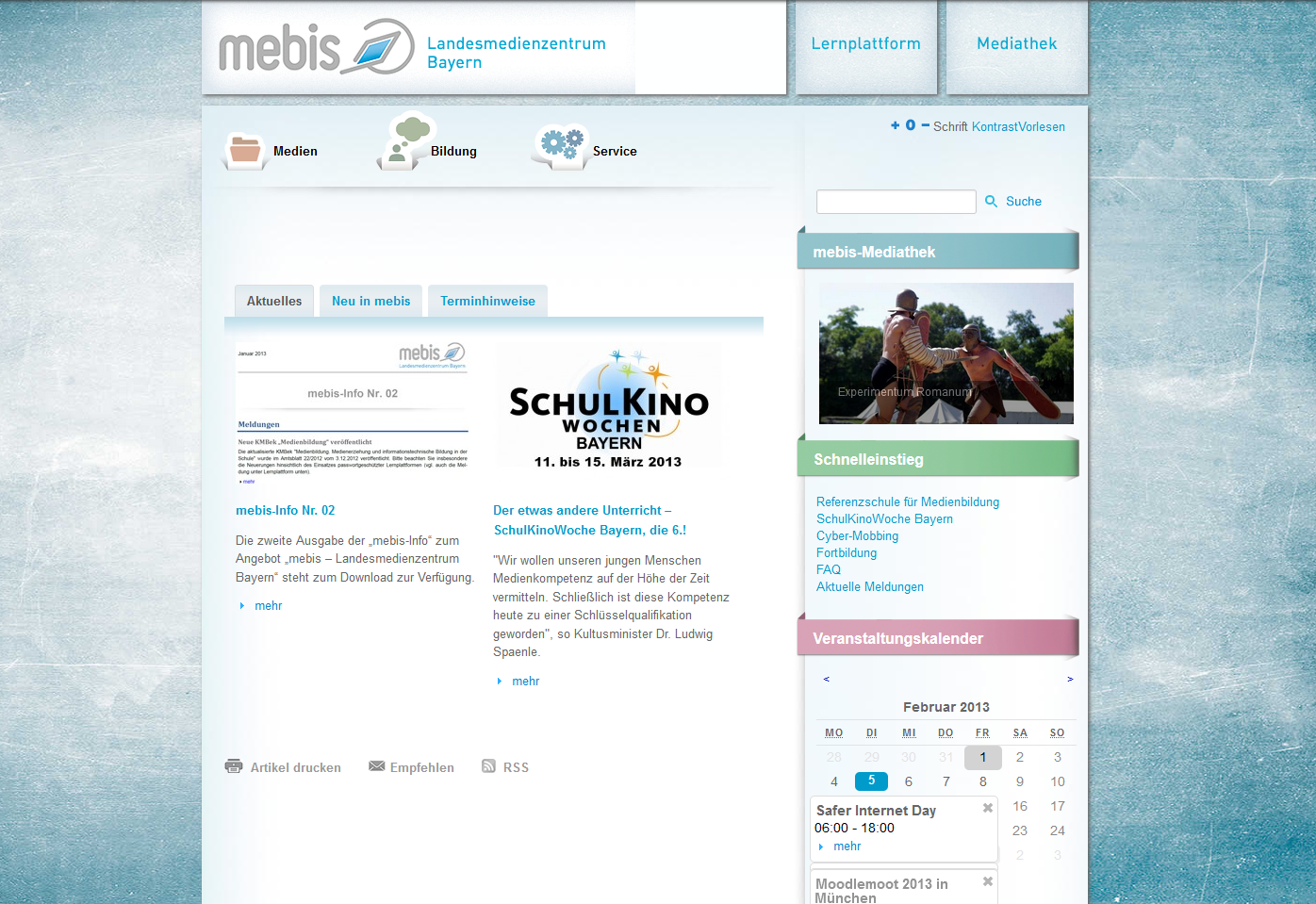
Ansicht der Startseite von Mebis aus dem Jahr 2013

Vorläufer der Mebis-Lernplattform war das Angebot BayernMoodle, das 2014 in Mebis aufging.

### Redesign und Ausweitung des Nutzerkreises
Im Jahr 2015 wurde Mebis einem Redesign unterzogen. Der redaktionelle Teil von Mebis wurde zum mebis Infoportal, als weitere neue Teilanwendung kam das Mebis-Prüfungsarchiv hinzu. Die Designagentur wurde mit dem Prädikat „Special Mention“ beim German Design Award 2016 ausgezeichnet.

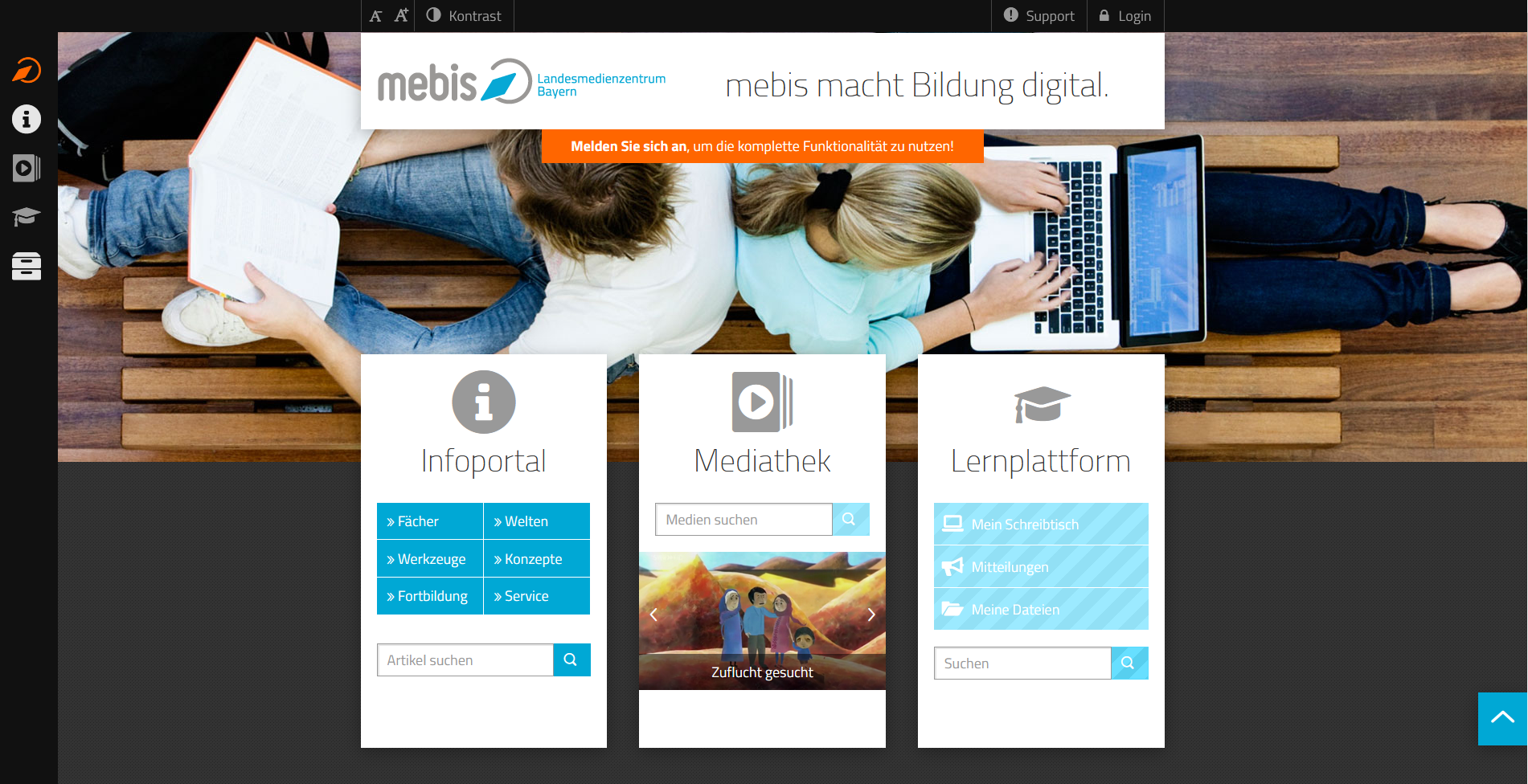
Ansicht der mebis Startseite aus dem Jahr 2015 nach dem Re-Design

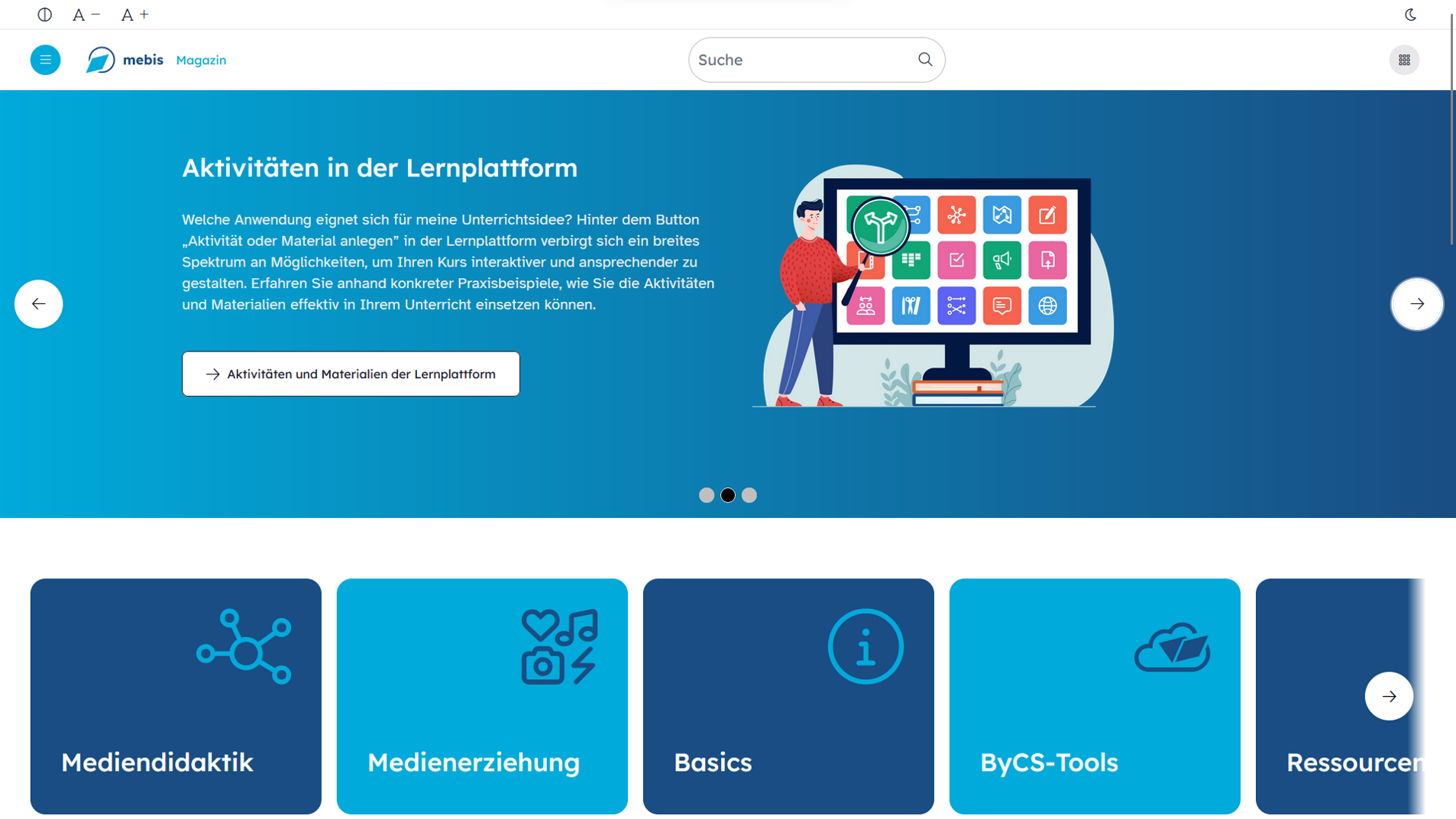
Screenshot der Startseite des mebis Magazins (2024)

Neben den staatlichen bayerischen Schulen steht mebis seit 2017 auch allen kommunalen und privaten Schulen in Bayern zur Verfügung. 2019 wurde mebis nach eigenen Angaben von über einer Million Menschen genutzt.

### Krisenjahr 2020
Im Rahmen der Ereignisse um die Verbreitung des SARS-CoV-2-Virus stellten viele bayerische Schulen große Teile ihres Unterrichts auf Mebis um. Die Plattform wurde kurzfristig mit zusätzlichen Server-Kapazitäten ausgestattet. Trotz dieser Bemühungen stand die Plattform bereits seit den ersten Schulschließungen im Frühjahr aufgrund von Problemen und Ausfällen immer wieder in der Kritik.
In einem Schreiben an Bayerns Schulen riet Kultusminister Michael Piazolo im Januar 2021 von der Nutzung der Lernplattform ab, um „Spitzenlasten zu vermeiden“. Um weitere Mebis-Ausfälle zu vermeiden, sollten sich die Schulen zeitlich versetzt einloggen dürfen.
Im März 2020 wurde die Plattform laut dem Betreiber Ziel eines Hackerangriffs. Es wäre eine DDoS-Attacke ausgeführt worden, die zum Ausfall der Website führte.
Im selben Jahr veröffentlichte das 0x90.space e.V. Hackerspace aus Nürnberg am 21. August 2020 offene Sicherheitslücken in Mebis. Dies geschah, weil die Betreiber der Lernplattform seit 21. Mai 2020 über die Schwachstellen informiert waren, aber die 90-tägige Responsible-Disclosure-Frist vom 19. August 2020 verstreichen ließen.

### Mebis als Teil der BayernCloud Schule
Unter der Marke  BayernCloud Schule (ByCS) stellt das bayerische Kultusministerium seit dem Schuljahr 2020/21 in insgesamt drei Ausbaustufen neben den pädagogischen Angeboten von Mebis auch weitere für Schulen nutzbare webbasierte Software-Anwendungen zur Verfügung. Seit dem Redesign 2022 ist in der Fußzeile aller Mebis-Anwendungen der Schriftzug „Ein Teil der BayernCloud Schule“ zu lesen. Alle Teilangebote von BayernCloud Schule (und damit auch von Mebis) sind mit denselben Zugangsdaten über Single Sign-on (SSO) erreichbar und teilweise über Schnittstellen miteinander verbunden.